# ترتيب السرير

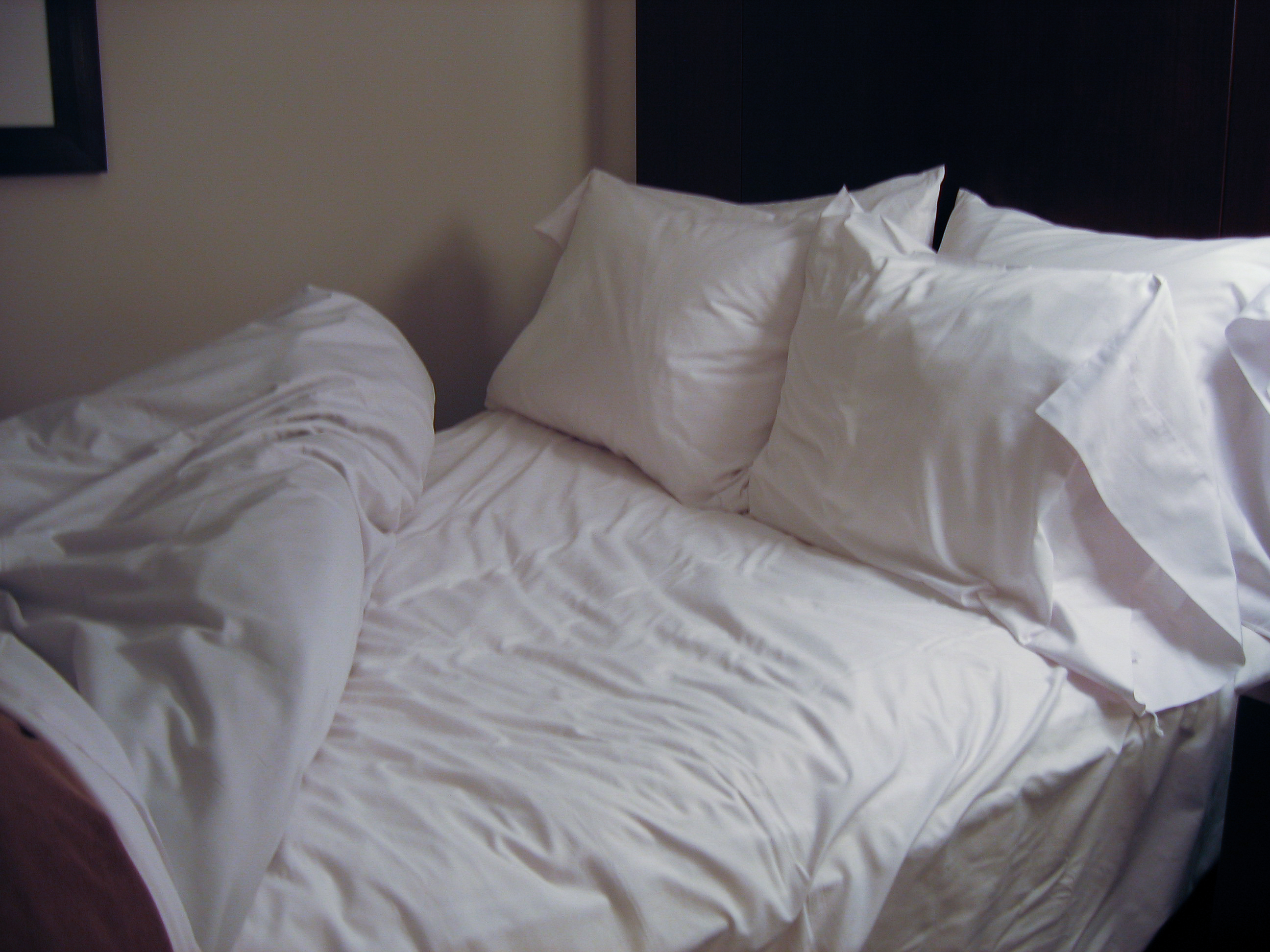
سرير فندق غير مرتب

ترتيب السرير عبارة عن هندمة مفروشات السرير وغيرها من المفروشات على سرير، كي تكون جاهزة للاستخدام. وهو عبارة عن واجب منزلي روتيني، ولكنه يتم أيضًا في المؤسسات بما في ذلك المستشفيات والفنادق وأماكن الإقامة العسكرية أو التعليمية. وفي بعض الظروف يجب ترتيب الأسرة بمعايير صارمة، ويطلب أيضًا من الممرضات أو الأفراد العسكريين.
يجب ترتيب السرير في المستشفى وغيرها من بيئات الرعاية الصحية عند إشغالها بمريض. ويتم تدريس التقنيات المتخصصة لموظفي الرعاية الصحية لترتيب الأسرة بكفاءة تتناسب مع العناية الواجبة للمريض.
هناك طرق مختلفة، مثل «زوايا المستشفى» و«الزوايا المتوجة». ومن المتوقع في كثير من الأحيان أن يرتب الأفراد العسكريون السرير بإحكام جيد، حيث يمكن في بعض الحالات أن ترمي العملة وترتد إليك من الفراش.
يمثل ترتيب السرير أحد المهام المنزلية المعتادة في مرحلة الطفولة.
تفيد تقارير موسوعة غينيس للأرقام القياسية أن الوقت القياسي لترتيب شخصين لسرير مع «بطانية واحدة ومفرشين وملاءة ووسادة من غير كيس وكيس وسادة ولحاف ووضع زوايا المستشفى» هو 14 ثانية. وقد تحقق هذا الإنجاز على يد اثنين من الممرضات من المستشفى الماسونية الملكية في لندن في عام 1993.
في يونيو 2012، أفاد موقع Dvice.com أن شركة الأثاث الإسبانية أو إتش إي إيه (OHEA) قد أنتجت سريرًا يُرتب ذاتيًا مزود بإمكانية ترتيب المفروشات في 50 ثانية بمجرد الضغط على الزر.